# Distretto di Kaldar
Il distretto di Kaldar è un distretto dell'Afghanistan appartenente alla provincia di Balkh. Viene stimata una popolazione di 10 124 abitanti (stima 2016-17).